# Territorio de Oregón (Estados Unidos)
El Territorio de Oregón fue un territorio organizado incorporado de los Estados Unidos que existió del 14 de agosto de 1848 hasta el 14 de febrero de 1859, cuando la porción suroeste del territorio fue admitido en la Unión como el Estado de Oregón. Originalmente fue reclamado por varios países (véase el país de Oregón), la región fue dividida entre los Estados Unidos y Gran Bretaña en 1846. Cuando se estableció el territorio abarcaba un área que incluye los actuales estados de Oregón, Washington e Idaho, así como partes de Wyoming y Montana. La primera capital del territorio fue Oregon City, a continuación, Salem, brevemente seguido de Corvallis, para luego volver a Salem, que se convirtió en la capital del estado de Oregón cuando fue admitido a la Unión.

## Antecedentes
Originalmente habitada por nativos americanos, la región que se convirtió en el territorio estadounidense de Oregón fue explorado por los europeos por primera vez por el mar. La primera exploración documentada llegó a darse en 1777 por los españoles, seguidos por embarcaciones británicas y estadounidenses siguiéndolos en unos pocos años. Más tarde, en base de exploración realizada por Alexander MacKenzie y la expedición de Lewis y Clark junto con el establecimiento de puestos para el comercio de pieles en la región creó una variedad de demandas territoriales entre las potencias europeas y los Estados Unidos.
Estos conflictos llevaron a varios tratados, entre ellos el Tratado de 1818 que estableció una "ocupación conjunta" entre los Estados Unidos y los británicos sobre la región que incluía partes de los actuales estados de Idaho, Oregón, Washington, Wyoming y Montana como así como la provincia canadiense de Columbia Británica.

## Formación
Durante el período de la ocupación conjunta, la mayor actividad en la región fuera de las actividades de los indígenas vino del comercio de pieles, que estaba dominado por la Compañía de la Bahía de Hudson. Con el tiempo, algunos cazadores comenzaron a establecerse en el zona y comenzó la agricultura, y los misioneros comenzaron a llegar en la década de 1830. Algunos colonos también comenzaron a llegar a fines de la década de 1830, y caravanas de carruajes de colonos comenzaron a cruzar la senda de Oregón a partir de 1841. En ese momento, no existía forma alguna de gobierno en el país de Oregón, ya que ninguna nación tuvo dominio efectivo sobre el territorio.
Un grupo de colonos del valle de Willamette comenzó a reunirse en 1841 para discutir la organización de un gobierno para la zona. Estas tempranas discusiones, cuyo tema principal era la formación de un gobierno, se llevaron a cabo en uno de los primeros asentamientos de pioneros y de nativos americanos que más tarde sería conocido como Champoeg. Estas primeras reuniones de Champoeg condujeron finalmente a nuevos debates, y en 1843 fue creado el Gobierno provisional de Oregón. En 1846, la disputa limítrofe de Oregón entre los Estados Unidos y Gran Bretaña se resolvió con la firma del Tratado de Oregón el 15 de junio. Los británicos ganaron la posesión exclusiva de las tierras al norte del paralelo 49° norte y toda la isla de Vancouver, en tanto los Estados Unidos recibieron las áreas al sur de esa línea.
El gobierno federal de los Estados Unidos dejó sin organizar su territorio durante dos años más hasta que la noticia de la masacre de Whitman ocurrida el 29 de noviembre de 1847, que daría inicio a la guerra Cayuse, llegó a oídos del Congreso de los Estados Unidos, lo que ayudó a facilitar la organización de la región como un territorio de Estados Unidos. El 14 de agosto de 1848, el Congreso aprobó la Ley para Establecer el Gobierno del Territorio de Oregón, que creó lo que fue oficialmente el Territorio de Oregon. El territorio de Oregón abarcaba inicialmente todos los actuales estados de Idaho, Oregon y Washington, así como las partes de la actual Montana y Wyoming al oeste de la división continental. Su frontera sur era el paralelo 42° norte (el límite del Tratado de Adams-Onís de 1819), y se extendía hacia el norte hasta el paralelo 49° norte. Oregón City, fue designada como la primera capital.

## Conformación del territorio

El Territorio de Oregón como fue originalmente organizado en 1848.
El Territorio de Washington (verde) y Territorio de Oregón (azul) en 1853.
El Territorio de Washington (verde) y el Estado de Oregón en 1859.